# Мутио, Флоренсия
Мария Флоренсия Мутио (исп. María Florencia Mutio, родилась 20 ноября 1984 года в Паране) — аргентинская хоккеистка на траве, вратарь клуба «Сан-Фернандо» исборной Аргентины. Серебряный призёр летних Олимпийских игр 2012 года, двукратная победительница Трофея чемпионов. Отмечена наградами со стороны министерства спорта Аргентины.

## Спортивная карьера
Выступает за клуб «Сан-Фернандо» из одноимённого города в провинции Буэнос-Айрес. В сборной с 2012 года, выиграла с ней дважды Трофей чемпионов (2012, 2016) и Панамериканский кубок в 2013 году. Серебряный призёр Олимпиады в Лондоне и Панамериканских игр 2015 года.